# سیارک ۲۰۴۸
سیارک ۲۰۴۸ (به انگلیسی: 2048 Dwornik، نامگذاری:1973QA) دو هزار و چهل و هشتمین سیارک کشف شده‌است که در ۲۷ اوت ۱۹۷۳ کشف شد.
قدر مطلق سیارک برابر ۱۳٫۵۰ است.